# Palos Blancos (Guerrero)
Palos Blancos es una localidad del estado mexicano de Guerrero. Es parte del municipio de Petatlán.

## Demografía
| Gráfica de evolución demográfica |
|                                  |

| Censo | Población |
| ----- | --------- |
| 1940  | 119       |
| 1950  | 185       |
| 1960  | 183       |
| 1970  | 589       |
| 1980  | 733       |
| 1990  | 1 581     |
| 2000  | 1 738     |
| 2010  | 1 644     |
| 2020  | 1 523     |